# Mao Xinyu
Mao Xinyu (nascido em 17 de janeiro de 1970)  é neto de Mao Zedong e major-general do Exército Popular de Libertação da República Popular da China.

## Infância e educação
Nascido filho de Mao Anqing em 1970, ele é um dos doze netos de Mao Zedong.  Ele passou os primeiros 11 anos de sua vida longe de seus pais, que moravam na Rússia.  Ele se formou no Departamento de História da Universidade Renmin da China em 1992. Trabalha como pesquisador na Academia de Ciências Militares do Exército de Libertação Popular, onde concluiu seu doutorado. 

## Carreira
Mao escreveu vários livros, incluindo Grandfather Mao Zedong (Yeye Mao Zedong), publicado pela National Defense University Press em outubro de 2003. 
Em junho de 2009, Mao foi promovido ao posto de major-general do Exército Popular de Libertação, em uma decisão controversa. De acordo com o Changjiang Daily, Mao é agora o general mais jovem do ELP.  Alguns críticos descreveram sua promoção como nepotismo. "Ter uma pessoa tão desqualificada como general nas forças armadas da China é um insulto ao Exército de Libertação Popular", disse Pu Zhiqiang, advogado e ativista de direitos humanos.  Por outro lado, Bao Goujin, porta-voz da Academia de Ciências Militares, disse que "é uma elevação natural. As muitas conquistas de Mao lhe renderam o direito de ser promovido."  A visão do próprio Mao é que "fatores familiares" contribuíram para sua promoção. 

## Família
O pai de Mao, Mao Anqing (1923–2007), era filho do casamento de Mao Zedong com Yang Kaihui. Anqing serviu como intérprete russo-chinês para o Partido Comunista Chinês até ficar incapacitado por uma doença mental, possivelmente esquizofrenia.  Sua mãe, nora do presidente Mao, era Shao Hua (邵华).